# Knubowo
Knubowo (biał. Кнубава; ros. Кнубово) – wieś na Białorusi, w obwodzie brzeskim, w rejonie pińskim, w sielsowiecie Pleszczyce, nad Prypecią.

## Historia
W dwudziestoleciu międzywojennym leżały w Polsce, w województwie poleskim, w powiecie pińskim, w gminie Lemieszewicze. W tym okresie we wsi mieściło się muzeum Piłsudskiego.
Podczas kampanii wrześniowej na Prypeci na wysokości Knubowa Flotylla Rzeczna Marynarki Wojennej samozatopiła trzy kanionerki: 18 września 1939 Zaradną oraz 19 września 1939 Zawziętą i Zuchwałą. Kanonierki, z wyjątkiem Zuchwałej, zostały później podniesione przez Sowietów.
Po II wojnie światowej w granicach Związku Sowieckiego. Od 1991 w niepodległej Białorusi.